# American Grafishy
American Grafishy es el tercer álbum de estudio de la banda Flipper. El título del álbum es una parodia a la película American Graffiti. El sonido del disco es un poco más ruidoso que los anteriores, con bajos atascados y guitarras fuera de tiempo.

## Lista de canciones
Todas las canciones escritas y compuestas por Flipper. 
| N.º   | Título                   | Duración |  |
| 1.    | «Someday»                | 4:18     |  |
| 2.    | «Flipper Twist»          | 4:48     |  |
| 3.    | «May The Truth Be Known» | 2:51     |  |
| 4.    | «We're Not Crazy»        | 3:11     |  |
| 5.    | «Fucked Up Once Again»   | 5:31     |  |
| 6.    | «Exist Or Else»          | 5:18     |  |
| 7.    | «Distant Illusion»       | 4:28     |  |
| 8.    | «Telephone»              | 3:18     |  |
| 9.    | «It Pays To Know»        | 4:50     |  |
| 10.   | «Full Speed Ahead»       | 3:37     |  |
| 42:05 |                          |          |  |

## Créditos (incompletos)
- Bruce Loose: Voz
- Ted Falconi: Guitarra
- John Dougherty: Bajo y coros
- Steve DePace: Batería y coros